# Sheldon Harnick
Sheldon Mayer Harnick (Chicago, 30 aprile 1924 – New York, 23 giugno 2023) è stato un paroliere e librettista statunitense, noto per aver collaborato con il compositore Jerry Bock nella stesura del celebre musical Fiddler on the Roof.

## Biografia
Sheldon Harnick nacque in una famiglia ebrea a Chicago nel 1924. Dopo aver combattuto nell'esercito statunitense durante la seconda guerra mondiale, studiò musica all'Università Northwestern e, dopo la laurea, si trasferì a New York. Qui cominciò a lavorare nel teatro d'avanguardia del Greenwich Village e in questo periodo scrisse testi e musica di alcune canzoni comiche in riviste musicali. Una di queste,  "The Merry Minuet", fu resa popolare dal Kingston Trio. Essa era scritta nel classico caustico stile normalmente associato a Tom Lehrer ed è, qualche volta, attribuita a lui per errore.
Nel 1956 conobbe il compositore Jerry Bock, con cui inaugurò un proficuo sodalizio artistico. Il loro primo musical, The Body Beautiful (1958), fu un fiasco ma l'anno successivo ottennero il successo con Fiorello!, rimasto in scena a Broadway per quasi ottocento rappresentazioni e premiato con il Tony Award al miglior musical; il musical inoltre valse loro il Premio Pulitzer per la drammaturgia. Insieme a Bock scrisse altri musical di successo, tra cui She Loves Me (1963), The Apple Tree (1966) e, soprattutto, Fiddler on the Roof (1964), considerato uno dei maggiori capolavori del teatro musicale e premiato con il Tony Award al miglior musical e alla migliore colonna sonora originale. Nel 2016 ottenne uno speciale Tony Award alla carriera.

### Vita privata
Sheldon Harnick fu sposato tre volte. Il primo matrimonio con Mary Boatner fu annullato nel 1957 dopo sette anni insieme; successivamente si risposò con Elaine May nel 1962 ma i due divorziarono l'anno successivo. Nel 1965 si risposò con Margery Gray, con cui rimase per il resto della vita ed ebbe due figli.
È morto nel 2023 all'età di 99 anni.

## Lavori per il teatro
- New Faces (1952) (musica)
- Shangri-La (musical) (1956) (musica)
- The Body Beautiful (1958) (Bock)
- Portofino (musical) (1958) (testi con Richard Ney)
- Fiorello! (1959) (Bock)
- Music to Ford-i-fy your future (1959) (Bock), un musical per Ford
- Tenderloin (musical) (1960) (Bock)
- Smiling the Boy Fell Dead (1961) (David Baker)
- She Loves Me (1963) (Bock)
- Fiddler on the Roof (1964) (Bock)
- The Umbrellas of Cherbourg   (1964) (Michel Legrand)
- The Apple Tree (1966) (Bock)
- The Rothschilds (1970) (Bock)
- Captain Jinks of the Horse Marines (1975) (Jack Beeson)
- Rex (musical) (1976) (Richard Rodgers)
- A Christmas Carol  (1982) (Michel Legrand)
- A Wonderful Life (musical) (Joe Raposo)
- Cyrano: The Musical (1993) (contributo alle liriche in inglese)
- Coyote Tales (1998) (Henry Mollicone)
- Dragons (musical) (2003) (musiche sue)
- Fiddler on the Roof (2004) (lirica per una nuova canzone, "Topsy Turvy") (Jerry Bock)